# B.O.O.S.
B.O.O.S. was een Nederlands kinderprogramma dat van 1988 tot 1995 werd uitgezonden door Veronica. Het werd gepresenteerd door Bart de Graaff.

## Concept
Bart de Graaff was bekend geworden door zijn rol in een televisiereclame. Naar aanleiding daarvan vroeg Rob de Boer Productions hem een screentest te doen voor een kinderprogramma voor Veronica. In het programma speelde De Graaf dat hij een eigen omroep heeft onder de naam Bart Omroep Organisatie Stichting (kortweg B.O.O.S.). Als "omroepdirecteur" presenteerde hij zijn programma vanuit de kelder van Veronica, vanwaar hij allerlei onderwerpen presenteerde en gasten interviewde. Karakteristiek waren zijn geel geverfde haar en zijn bril met een dik zwart montuur.
Er waren in eerste instantie maar twaalf afleveringen gepland, maar uiteindelijk zou het programma zes jaar op televisie te zien zijn. Na B.O.O.S. begon De Graaff met een nieuwe televisieserie BNN ('Barts News Network'), onder welke naam hij twee jaar later daadwerkelijk een publieke omroep oprichtte.
"B.O.O.S." kreeg internationaal erkenning. Zo kwam er een Engelstalige versie voor Super Channel en kreeg het programma een nominatie voor een Emmy Award.